# Stary Radziejów (kolonia)
Stary Radziejów – kolonia w Polsce, położona w województwie kujawsko-pomorskim, w powiecie radziejowskim, w gminie Radziejów.

## Podział administracyjny
W latach 1975–1998 miejscowość należała administracyjnie do województwa włocławskiego. Kolonia ma status sołectwa – zobacz jednostki pomocnicze gminy Radziejów w BIP.

## Demografia
Według Narodowego Spisu Powszechnego (III 2011 r.) liczyła 117 mieszkańców. Jest piętnastą co do wielkości miejscowością gminy Radziejów.